# Paardensport op de Paralympische Zomerspelen 1984
De VIIe Paralympische Spelen werden in 1984 gehouden in Stoke Mandeville (Verenigd Koninkrijk) en New York, Verenigde Staten.
De Paralympics van 1984 werden in twee verschillende landen georganiseerd. Dit was vooral te wijten aan de Amerikaanse Gehandicaptensport Organisaties. Met name de Amerikaanse Wheelchairsport Association wilde dermate veel invloed en atleten op de Spelen, dat dat voor de andere Organisaties (Blinden, Spastici en Amputees) niet accepteerbaar was. Deze drie organisaties besloten om de Paralympics in New York USA te houden van 16 juni tot 30 juni 1984, zonder de rolstoelers. Deze kregen hun eigen spelen in Stoke Mandeville, Verenigd Koninkrijk van 23 juli tot 1 augustus 1984.
Paardensport stond voor het eerst op het programma en was daarmee een van de 18 sporten tijdens deze spelen. Voor Nederland en België deden er geen ruiters mee. 

## Evenementen
Er werd niet alleen Dressuur gereden maar ook behendigheid onderdelen.

## Dressuur

### stap en draf
| Klasse | land | Goud                    | land | Zilver       | land | Brons             |
| ------ | ---- | ----------------------- | ---- | ------------ | ---- | ----------------- |
| C3/6   | DEN  | Torben Anton Hansen     | USA  | Steve Roloff |      |                   |
| C4-5   | SWE  | Bertil Andreasen        | USA  | Cynthia Good | CAN  | Chene la Rochelle |
| C7     | DEN  | Hans Lykkestrig Nielsen | NOR  | Tom Pedersen |      |                   |

### Elementen in stap
| Klasse | land | Goud          | land | Zilver           | land | Brons             |
| ------ | ---- | ------------- | ---- | ---------------- | ---- | ----------------- |
| C1-2   | USA  | Tim Saxton    | CAN  | Arlene Aikenhead | CAN  | Tim Hamilton      |
| C3/6   | USA  | Steve Roloff  | USA  | Wendy Shugal     |      |                   |
| C4-5   | GBR  | Jane Stidever | USA  | Cynthia Good     | CAN  | Chene la Rochelle |

### Uitgebreide elementen in stap
| Klasse | land | Goud         | land | Zilver     | land | Brons |
| ------ | ---- | ------------ | ---- | ---------- | ---- | ----- |
| C3     | USA  | Wendy Shugal | USA  | Tim Saxton |      |       |

## Behendigheid
| \| Rank \| Land \| \| ---- \| ---------------- \| \| 1 \| Denemarken \| \| 2 \| Noorwegen \| \| 3 \| Verenigde Staten \| |                  |
| Rank | Land             |
| 1 | Denemarken       |
| 2 | Noorwegen        |
| 3 | Verenigde Staten |

### Controle
| Klasse          | Punten | land | Goud         | land | Zilver                  | land | Brons               |
| --------------- | ------ | ---- | ------------ | ---- | ----------------------- | ---- | ------------------- |
| training open   | 135    | SWE  | Per Trykman  | DEN  | Hans Lykkestrig Nielsen | DEN  | Torben Anton Hansen |
| uitvoering open |        | USA  | Kurt Krueger | USA  | Susan Ragowski          | SWE  | Per Trykman         |

### Obstakel Parcours
| Klasse | land | Goud                    | land | Zilver       | land | Brons               |
| ------ | ---- | ----------------------- | ---- | ------------ | ---- | ------------------- |
| C1-3   | USA  | Tim Saxton              | CAN  | Tim Hamilton | CAN  | Arlene Aikenhead    |
| C4-8   | DEN  | Hans Lykkestrig Nielsen | USA  | Cynthia Good | DEN  | Torben Anton Hansen |

Atletiek · Bankdrukken · Basketbal · Boogschieten · Boccia · CP-voetbal · Gewichtheffen · Goalball · Koersbal · Paardensport · Schermen · Schietsport · Snooker · Tafeltennis · Volleybal · Worstelen · Wielersport · Zwemmen
New York & Stoke Mandeville 1984 ·
Atlanta 1996 ·
Sydney 2000 ·
Athene 2004 ·
Peking 2008 ·
Londen 2012 ·
Rio de Janeiro 2016 ·
Tokio 2020 ·
Parijs 2024 ·
Los Angeles 2028